# 武昌街日式宿舍群
武昌街日式宿舍群，位於基隆市中正區。其原為臺灣總督府水產講習所所屬的雙拼日式宿舍，在戰後轉作為基隆高級海事職業學校教職員宿舍使用，現為基隆市歷史建築。

## 沿革
台灣總督府水產講習所（簡稱：水產講習所）於1936年7月開設。，其所屬教職員宿舍於1937年興建，位於現武昌街的日式宿舍群為其於1938年興建的第二批官舍之一，該建築物為兩棟雙拼的日式宿舍，位於濱町17-4番地。
1943年4月1日，水產講習所改制為臺北州立基隆水產學校。
在第二次世界大戰結束後，基隆水產學校改制為基隆高級海事職業學校（現國立臺灣海洋大學附屬基隆海事高級中等學校），此宿舍群也成為基隆海事的教職員宿舍；2004年10月12日，武昌街日式宿舍群被登錄為基隆市歷史建築。。
2015年，因年久失修、建築頹圯，基隆市文化局曾向財政部國有財產署爭取無償撥用，進行日式宿舍群再利用。

## 外部連結
- 武昌街日式宿舍群 - 文化資源地理資訊系統 （页面存档备份，存于）